# Örkelljunga (gemeente)
Örkelljunga is een Zweedse gemeente in Skåne. De gemeente behoort tot de provincie Skåne län. Ze heeft een totale oppervlakte van 331,5 km² en telde 9500 inwoners in 2004.
De huidige gemeente is ontstaan door het samenvoegen van de "oude" gemeente Örkelljunga en de gemeente Skånes-Fagerhult.
De gemeente ligt in het noordwesten van Skåne aan de grens met Halland en Småland. Het landschap bestaat afwisselend uit landbouwgrond, loofbossen en kleine meren. De dichtstbijzijnde grote stad is Helsingborg aan de westkust, deze stad ligt ongeveer op een half uur autorijden van de gemeente.

## Plaatsen
| # | Plaats               | Inwoneraantal |
| - | -------------------- | ------------- |
| 1 | Örkelljunga (plaats) | 4,574         |
| 2 | Skånes-Fagerhult     | 854           |
| 3 | Åsljunga             | 690           |
| 4 | Eket                 | 448           |
| 5 | Skånes Värsjö        | 109           |
| 6 | Boalt                | 60            |
| 7 | Harbäckshult         | 58            |
| 8 | Tockarp              | 51            |